# تمتشال (كوركا)
تمتشال (بالفارسية: تمچال) هي قرية تقع في إيران في قسم كورکا الريفي. يقدر عدد سكانها بـ 885 نسمة بحسب إحصاء 2016.